# Xã Wilson, Quận Fulton, Arkansas
Xã Wilson (tiếng Anh: Wilson Township) là một xã thuộc quận Fulton, tiểu bang Arkansas, Hoa Kỳ. Năm 2010, dân số của xã này là 278 người.